# (34808) 2001 SY73
2001 SY73 (asteroide 34808) é um asteroide da cintura principal. Possui uma excentricidade de 0.04600790 e uma inclinação de 9.98405º.
Este asteroide foi descoberto no dia 19 de setembro de 2001 por LONEOS em Anderson Mesa.